# جزیره عشق (مجموعه تلویزیونی آمریکایی)
جزیره عشق (که به صورت love island نیز نوشته می‌شود و خارج از ایالات متحده با نام جزیره عشق آمریکایی شناخته می‌شود و از فصل چهارم در داخل کشور نیز همین نام را دارد) یک برنامه واقع‌نمای عاشقانه آمریکایی است که بر پایهٔ مجموعهٔ بریتانیایی جزیره عشق ساخته شده است. این برنامه در سال ۲۰۱۸ توسط شبکهٔ سی‌بی‌اس اعلام و سفارش داده شد و نخستین‌بار در ۹ ژوئیهٔ ۲۰۱۹ پخش شد و سه فصل ابتدایی آن از همین شبکه روی آنتن رفت. از فصل چهارم به بعد، این مجموعه به شبکهٔ اینترنتی «پیکاک» واگذار شد. مجری کنونی برنامه آریانا مدیکس است و ایان استرلینگ روایت آن را برعهده دارد. پیش‌تر آریِل وندنبرگ مجری سه فصل اول و سارا هایلند مجری فصل چهارم و پنجم بوده‌اند.
این مجموعه در دوران پخش خود از شبکهٔ پیکاک به موفقیت بیشتری دست یافته است. برنامه در فصل ششم خود رکوردهای بیننده را شکست و طبق داده‌های نیلسن، با ۴۳۴ میلیون دقیقه تماشا، به پربیننده‌ترین برنامه واقع‌نما در ایالات متحده در میان تمام پلتفرم‌های پخش آنلاین تبدیل شد.این مجموعه به دلیل بهره‌گیری هوشمندانه از شبکه‌های اجتماعی برای تبلیغ برنامه شناخته می‌شود؛ به‌طوری‌که کلیپ‌های آن اغلب در پلتفرم‌های مختلف وایرال می‌شوند و به همین دلیل بسیاری از منتقدان آن را «پدیده‌ای در فرهنگ عامه» توصیف کرده‌اند.در پی این موفقیت، شبکهٔ پیکاک ساخت نسخه‌ای فرعی با عنوان «جزیره عشق: فراتر از ویلا» را تأیید کرده که قرار است در تابستان ۲۰۲۵ پخش شود.
فصل هفتم در تاریخ ۳ ژوئن ۲۰۲۵ پخش شد.

## فرمت برنامه
جزیره عشق شامل گروهی از شرکت‌کنندگان است که «جزیره‌نشین» نامیده می‌شوند و در ویلایی دور از دنیای بیرون، به‌صورت کاملاً ایزوله و تحت نظارت دائمی دوربین زندگی می‌کنند. برای باقی ماندن در ویلا، جزیره‌نشین‌ها باید با یکی دیگر از شرکت‌کنندگان وارد یک زوج شوند؛ چه به خاطر عشق، دوستی یا صرفاً بقا، چرا که زوج برنده در پایان برنامه ۱۰۰٬۰۰۰ دلار جایزه دریافت می‌کند. در روز نخست، شرکت‌کنندگان بر اساس برداشت اولیه خود با یکدیگر جفت می‌شوند، اما در طول برنامه مجبور به «تغییر زوج» می‌شوند، جایی که می‌توانند انتخاب کنند که در زوج فعلی بمانند یا آن را تغییر دهند.
هر جزیره‌نشینی که پس از جفت‌سازی تنها بماند، از برنامه حذف شده و از جزیره «اخراج» می‌شود. همچنین شرکت‌کنندگان می‌توانند از طریق رأی‌گیری عمومی در طول برنامه حذف شوند. بینندگان می‌توانند از طریق اپلیکیشن جزیره عشق که در گوشی‌های هوشمند در دسترس است، به زوج مورد علاقه‌شان یا به زوجی که به نظرشان بیشترین سازگاری را دارند رأی دهند. زوج‌هایی که کمترین رأی را بیاورند، در خطر حذف قرار می‌گیرند. گاهی اوقات پیچش‌هایی در روند برنامه رخ می‌دهد که در آن جزیره‌نشین‌ها باید یکدیگر را حذف کنند. در هفتهٔ پایانی، مردم به زوجی رأی می‌دهند که دوست دارند برنده برنامه شود و جایزه را با خود به خانه ببرد.
در مدت حضور در ویلا، هر جزیره‌نشین یک تلفن همراه مخصوص دارد که تنها از طریق پیامک می‌تواند با دیگر شرکت‌کنندگان ارتباط برقرار کند یا پیام‌هایی دربارهٔ چالش‌های جدید، حذف‌ها یا تغییر زوج دریافت کند. جزیره‌نشین‌ها و زوج‌ها در بازی‌ها و چالش‌های متعددی شرکت می‌کنند. برخی از شرکت‌کنندگان نیز برای قرار ملاقات از ویلا خارج می‌شوند یا می‌توانند با برنده شدن در چالش‌ها، قرار ملاقات ببرند. گاهی اوقات، یک زوج از طرف برنامه انتخاب می‌شود تا به «مخفیگاه» فرستاده شوند، جایی که می‌توانند یک شب را به‌دور از سایر زوج‌ها با هم سپری کنند.

## میزبان‌ها
راهنمای رنگ
| میزبان‌ها              | فصل | فصل | فصل | فصل | فصل | فصل | فصل |
| میزبان‌ها              | ۱   | ۲   | ۳   | ۴   | ۵   | ۶   | ۷   |
| --------------------- | --- | --- | --- | --- | --- | --- | --- |
| آریل وندنبرگ          |     |     |     |     |     |     |     |
| سارا هایلند           |     |     |     |     |     |     |     |
| آریانا مادیکس         |     |     |     |     |     |     |     |
| مورا هیگینز (پس‌تابان) |     |     |     |     |     |     |     |
| سوفی مانک (پس‌تابان)   |     |     |     |     |     |     |     |
| ایال بوکر (پس‌تابان)   |     |     |     |     |     |     |     |
| متیو هافمن (راوی)     |     |     |     |     |     |     |     |
| ایان استرلینگ (راوی)  |     |     |     |     |     |     |     |

## تولید

### توسعه
در ۲۲ فوریهٔ ۲۰۰۶ اعلام شد که نسخهٔ آمریکایی برنامهٔ «جزیرهٔ عشق چهره‌ها» در شبکهٔ «مای‌نتورک‌تی‌وی» در دست تولید است، اما این برنامه هرگز ساخته نشد. در ۸ اوت ۲۰۱۸ گزارش شد که شبکهٔ «سی‌بی‌اس» حق پخش نسخهٔ آمریکاییِ بدون حضور چهره‌های مشهور این مجموعه را از شرکت‌های «آی‌تی‌وی استودیوز» و «موشن کانتنت گروپ» خریداری کرده و دیوید جُرج، آدام شِر و دیوید آیلنبرگ به‌عنوان تهیه‌کنندگان اجرایی انتخاب شدند. در ادامه، سایمون توماس، مندی موریس، بن ترزبای، ریچارد فاستر و چت فنستر نیز به‌عنوان مدیران اجرایی تولید به جمع تیم اولیه پیوستند. پس از آن اعلام شد که آریِل وندنبرگ مجری این مجموعه خواهد بود.
فصل اول برنامهٔ «جزیرهٔ عشق» از ۹ ژوئیهٔ ۲۰۱۹ تا ۷ اوت ۲۰۱۹ پخش شد. این فصل در ویلای تاکالی واقع در فیجی فیلم‌برداری شد. در حالی که فصل اول هنوز در حال پخش بود، در تاریخ ۱ اوت ۲۰۱۹ تمدید آن برای فصل دوم اعلام شد. در ۲۷ ژانویهٔ ۲۰۲۱، اعلام شد که این مجموعه برای فصل سوم نیز تمدید شده و این بار در هاوایی فیلم‌برداری خواهد شد. در ۱۳ مه ۲۰۲۱، اعلام شد که فصل سوم در تاریخ ۷ ژوئیهٔ ۲۰۲۱ روی آنتن می‌رود.در ۲۳ فوریهٔ ۲۰۲۲، این مجموعه برای فصل چهارم و پنجم تمدید شد و از تابستان ۲۰۲۲ به شبکهٔ «پیکاک» منتقل گردید. فصل چهارم در ایالت کالیفرنیا فیلم‌برداری شد. در ۱۶ نوامبر ۲۰۲۳، شبکهٔ پیکاک این برنامه را برای فصل ششم و هفتم تمدید کرد. فصل ششم در تاریخ ۱۱ ژوئن ۲۰۲۴ با پیچش‌ها و تغییرات جدید، از جمله تغییر مجری، بازگشت. پیش‌تر «جزیرهٔ عشق آمریکا» با اجرای سارا هایلند روی آنتن می‌رفت، در حالی که فصل ششم با مجری‌گری آریانا مدیکس و در ویلای جدید واقع در فیجی برگزار شد.

### پخش
برنامهٔ «جزیرهٔ عشق» با یک قسمت افتتاحیه ۹۰ دقیقه‌ای در تاریخ ۹ ژوئیهٔ ۲۰۱۹ آغاز شد و تا ۷ اوت ۲۰۱۹ هر شب در طول هفته پخش شد و در مجموع ۲۲ قسمت در فصل اول داشت. علاوه بر پخش از شبکهٔ سی‌بی‌اس، این مجموعه به‌صورت همزمان در کانادا از شبکهٔ «سی‌تی‌وی» نیز پخش شد و فصل دوم آن در استرالیا از پلتفرم پخش آنلاین «حالا ۹» روی آنتن رفت. در بریتانیا، این مجموعه ابتدا در سال ۲۰۱۹ از شبکهٔ «آی‌تی‌وی بی» و سپس در سال ۲۰۲۰ از شبکهٔ «آی‌تی‌وی۲» پخش شد. شبکهٔ آی‌تی‌وی بی حق پخش فصل سوم را نیز به دست آورد.

## اسپین‌آف‌ها

### بازی‌های جزیره عشق (۲۰۲۳–تاکنون)
یک نسخه فرعی با عنوان «بازی‌های جزیرهٔ عشق» در نوامبر ۲۰۲۳ از شبکهٔ پیکاک پخش شد. پس از پایان فصل ششم نسخهٔ آمریکایی، در اوت ۲۰۲۴ اعلام شد که این مجموعه برای فصل دوم تمدید شده است.

### جزیره عشق آمریکا: پس‌تابان (۲۰۲۴ تاکنون)
در ژوئن ۲۰۲۴ تأیید شد که یک نسخهٔ فرعی جدید با عنوان «جزیرهٔ عشق: پس تابان» همزمان با فصل ششم پخش خواهد شد. این برنامه به‌صورت زنده در روزهای شنبه روی آنتن می‌رود و مجری آن مائورا هیگینز، یکی از شرکت‌کنندگان سابق جزیرهٔ عشق بریتانیا، است. این برنامه شامل حضور مهمانان مشهور و همچنین شرکت‌کنندگان سابق جزیرهٔ عشق آمریکا و سایر نسخه‌های بین‌المللی می‌شود. گزارش شده که سوفی مانک، مجری برنامهٔ جزیرهٔ عشق استرالیا، در فصل هفتم جایگزین مائورا هیگینز خواهد شد. با این حال انتظار می‌رود مائورا هیگینز در ادامهٔ فصل به برنامهٔ افترسان بازگردد. همچنین ایال بوکر به‌عنوان مجری مهمان برای یک قسمت جای سوفی مانک را گرفت.

### جزیره عشق: فراتر از ویلا (۲۰۲۵)
در آوریل ۲۰۲۵ اعلام شد که شبکهٔ پیکاک ساخت یک نسخهٔ فرعی جدید با حضور شرکت‌کنندگان فصل ششم را تأیید کرده است. این برنامه قرار است در ۱۳ ژوئیهٔ ۲۰۲۵ پخش شود و زندگی جزیره‌نشین‌ها را پس از خروج از ویلا دنبال می‌کند؛ جایی که آن‌ها در مسیر رسیدن به رویاهایشان، کشف روابط جدید و رویارویی با واقعیت‌های شهرت قرار می‌گیرند. بازیگران این برنامه شامل جانا کریگ، آرون ایوانز، میگل هاریچی، لیا کاتب، کیلر مارتین، کانر نیوسام، سرنا پیج، کنی رودریگز، اولیویا واکر و کندال واشینگتن هستند. همچنین دیگر شرکت‌کنندگان سابق جزیرهٔ عشق نیز در بخش‌هایی از برنامه حضور خواهند داشت.